# Fimbristylis dura
Fimbristylis dura là loài thực vật có hoa trong họ Cói. Loài này được (Zoll. & Moritzi) Merr. mô tả khoa học đầu tiên năm 1916.